# Katedra w Splicie
Katedra w Splicie pod wezwaniem Wniebowzięcia Najświętszej Maryi Panny (chor. Uznesenju Blažene Djevice Marije), znana także jako katedra Świętego Domniona (chor.: katedrala sv. Duje lub katedrala sv. Dujma) – główna świątynia rzymskokatolickiej archidiecezji splicko-makarskiej w Chorwacji. Jest to dawne mauzoleum cesarza Dioklecjana, wchodzące w skład Pałacu Dioklecjana, przebudowane w VIII wieku na katedrę. Katedra całkowicie zachowała architekturę ośmiokątnej budowli. W XIII wieku otrzymała monumentalne drewniane odrzwia (rzeźby Buviny) i kamienną ambonę. Katedra przykryta jest kopułą, wewnątrz której niegdyś znajdowała się piękna mozaika. Główny ołtarz pochodzi z XVII wieku. Romańskie stalle z XIII wieku są najstarszymi na terenie całej Dalmacji. Pod katedrą znajduje się krypta, która w okresie późniejszym zamieniona została w kaplicę św. Łucji. W katedralnym skarbcu bogate zbiory srebrnych i złotych naczyń liturgicznych, a w archiwum bezcenne materiały (m.in. ewangelia z VIII wieku). Romańska wieża katedry została zbudowana w XIII-XVI wieku (przebudowana w XIX-XX wieku). U podnóża dzwonnicy – dwa romańskie lwy oraz egipski sfinks z czarnego granitu (XV wiek p.n.e.). Zachowała się jedynie cella z bogatym portalem.